# Орлов Василь Олександрович
Орлов Василь Олександрович (рос. Василий Алекса́ндрович Орло́в; нар. 14 квітня 1975, Благовіщенськ) — російський державний і політичний діяч. Губернатор Амурської області з 27 вересня 2018 року (тво — 30 травня — 27 вересня 2018 року).
З липня 2022 року за підтримку війни Росії проти України перебуває під санкціями США, Великобританії, Канади та інших країн.